# Ernesta Forti
Ernesta Forti est une crémière et une anarchiste italienne née le 17 mars 1848 à Lodi.

## Biographie

### Enfance et formation
Ernesta Forti naît le 17 mars 1848 à Lodi.

### Carrière
Ernesta Forti tenait avec Constant Martin une crèmerie à Paris.
Ernesta Forti est expulsée, avec son fils, par arrêté du 8 mars 1894 et gagne Londres pour y retrouver Constant Martin. Elle avait hébergé un anarchiste nommé Louis Barbier.
Le 23 octobre 1894, elle est de retour à Paris.